# Hŏ Nansŏrhŏn
Hŏ Nansŏrhŏn, nata Hŏ Ch'ohŭi (in coreano 허난설헌, altrimenti traslitterati come Heo Nanseolheon e Heo Chohui; 1563 – 1589) è stata una poetessa coreana durante la metà del periodo della dinastia Joseon.
I suoi scritti consistevano in circa duecento poesie scritte in versi cinesi (hanshi) e due poesie scritte in hangul (sebbene la sua paternità di queste ultime sia contestata).

## Biografia

### Primi anni di vita
Nansŏrhŏn nacque a Gangneung da un'importante famiglia politica (yangban). Suo padre, Hŏ Yŏp (Heo Yeop), era un illustre studioso e l'ebbe dal suo secondo matrimonio. Il suo primo era stato con una figlia del principe Seop'yeong, che diede due figlie e un figlio. Il suo secondo matrimonio fu con una figlia di un ministro, che generò Nansŏrhŏn e due suoi fratelli. Hŏ Nansŏrhŏn era la sorella minore di Hŏ Pong (Heo Pong), un ministro e scrittore politico, e la sorella maggiore di Hŏ Kyun (Heo Gyun), uno scrittore di spicco dell'epoca e accreditato come autore della Storia di Hong Gildong. Suo padre era un funzionario confuciano e conservatore che aderiva strettamente alla fede nel namjon-yubi ("uomini in alto, donne in basso"). Fu suo fratello maggiore, Hŏ Pong, a riconoscere il suo talento e la sua curiosità per poi iniziarla alla letteratura.
Fin dalla tenera età fu riconosciuta come una poetessa prodigio, sebbene in quanto femmina non fosse in grado di farsi conoscere. Il suo primo lavoro, "Iscrizioni sul palo della cresta del padiglione di giada bianca nel Palazzo Kwanghan" (Kwanghanjeon Paegongnu sangnangmun), prodotto all'età di otto anni, venne lodato come opera di un genio poetico e le valse l'epiteto di «fanciulla immortale». Il suo talento innato per i versi hanmun (cinese) spinse il fratello a farle da tutor nei suoi primi anni, così la introdusse alla scrittura cinese, come i Cinque classici confuciani.
Tuttavia, Pong era anche uno studioso politico influente, che alla fine fu esiliato a Kapsan per tre anni per le sue tendenze politiche. Suo fratello minore, Kyun, era un poeta altrettanto dotato che studiò sotto l'egida di Yi Tal, uno specialista della poesia tang e amico di Pong, e si prese carico della sua istruzione, soprattutto dopo l'esilio del fratello maggiore. Usò la sua posizione privilegiata di uomo molto rispettato per tenerla in contatto con i circoli letterari. Yi Tal, il suo tutore, si impegnò anche a condividere la poesia tang con Nansŏrhŏn, sulla quale l'influenza è diventata visibile nel naturalismo di una parte significativa del suo lavoro sopravvissuto.

### Matrimonio e suicidio
A un certo punto della sua vita, Nansŏrhŏn si sposò con il figlio di un funzionario civile, Kim Seongnip. Il suo matrimonio fu infelice, secondo quanto riportato da Kyun. Suo marito la lasciava spesso da sola a casa per corteggiare altre donne e lei aveva un rapporto freddo con sua suocera. Diede alla luce due figli, una femmina e un maschio, ma entrambi morirono in tenera età. Nel giro di un anno dalla morte del fratello maggiore Pong a Kapsan, si suicidò all'età di ventisette anni.

## Scritti
Le circostanze e le tempistiche del suo matrimonio sono incerte e le prove documentate sono limitate e soggette a congetture. Studiosi come Kim-Renaud e Choe-Wall si sono confrontati con la sua produzione letteraria e hanno ipotizzato che abbia vissuto con i suoi fratelli per una parte significativa della sua vita (durante la quale, suggeriscono, sia stata prodotta la maggior parte della sua poesia naturalistica e influenzata dal tang) e si sia sposata in seguito. Si suggerisce che il corpus della sua poesia "empatica" sia stato prodotto dopo il matrimonio, come risultato dell'isolamento da coloro che sostenevano i suoi talenti letterari e dai circoli poetici. Questa congettura si basa sull'osservazione che una parte significativa di quella che si ritiene essere la sua letteratura successiva lamenta la situazione e le sofferenze delle donne sposate, mentre la sua prima produzione segue da vicino la tradizione tang, adoperando elementi consistenti di folklore e immagini naturali piuttosto che il linguaggio emotivo più significativo trovato nei suoi scritti successivi.
Una quantità significativa di scritti di Nanseolheon fu bruciata alla sua morte per sua stessa richiesta, e le poesie superstiti sono confluite nel 1913 nella raccolta intitolata Nansŏrhŏn chip ad opera di Heo Kyeongnan. La raccolta è composta da 211 poesie, in vari stili cinesi. Questi includono il Kōshi (verso tradizionale), lo yulshi (verso misurato), il cheolgu (quartine) e un singolo esempio di kobu (prosa in rima). La scrittura del primo periodo Joseon (nella forma della scuola politica Sajang e della scuola Sallim più accademica) fu fortemente influenzata dalla tradizione letteraria confuciana, e la letteratura era principalmente dedicata all'espressione degli insegnamenti confuciani. Con l'introduzione della poesia tang in Corea a metà del periodo Joseon, la poesia hanmun iniziò a fare passi da gigante come forma d'arte. La poesia tradizionale Tang (koshi) era più stereotipata e imponeva prescrizioni tonali. Durante la vita di Nansŏrhŏn, iniziarono a diffondersi nuove forme di poesia che annoveravano irregolarità tonali, versi con conteggi di sillabe non standard, e una certa lunghezza (diffusamente indicata come kunch'e shi, di cui yulshi e cheolgu sono sottoinsiemi). Le opere di Nanseolheon sono note principalmente per la loro vasta gamma di argomenti, che è attribuita in parte al drastico cambiamento emotivo evocato dal suo matrimonio.
L'inclusione di due kasa scritti in hangul nella raccolta rappresenta un punto di contesa accademica, poiché la sua paternità è dubbia. La composizione in hangul era considerata indegna di esprimere il pensiero più elevato degli ideali confuciani, e la composizione "letteraria" in Corea era quasi interamente composta in hanmun. La distinzione all'epoca era simile alle differenze tra la composizione in latino e in prosa vernacolare nell'Europa rinascimentale. La sua paternità di questi due pezzi è supportata principalmente dalla constatazione che i titoli dei due pezzi kasa, "Canzone della denuncia della donna" e "Canzone delle Unghie Colorate con il Balsamo Non-toccarmi" sono molto simili a due hanmun verificati come suoi (cheolgu e koshi rispettivamente). Queste affermazioni sono state in parte screditate da successive ricerche di O Haein (Nansorhon shijip) e Kang Cheongseop (Moktongga ui pogwon e taehayo).

## Opere
- Nanseolheon jip
- Chwesawonchang

## Galleria d'immagini

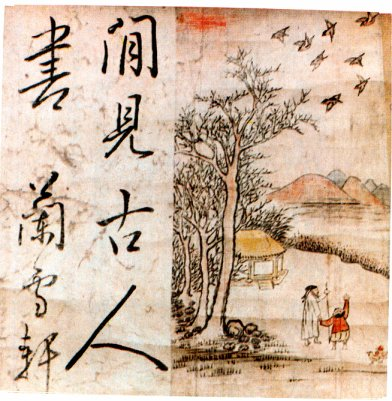
Anggan bigeumdo, dipinto da Heo Nanseolheon
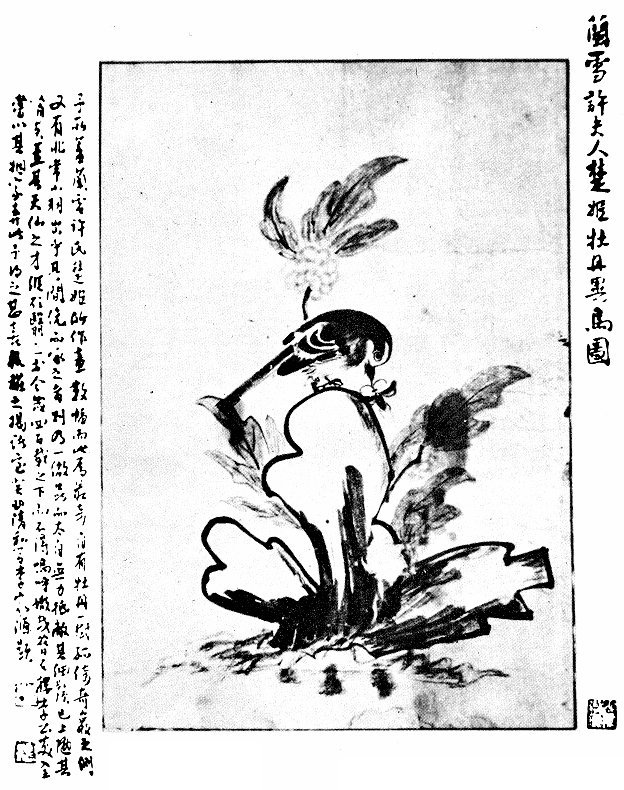
Mukjodo
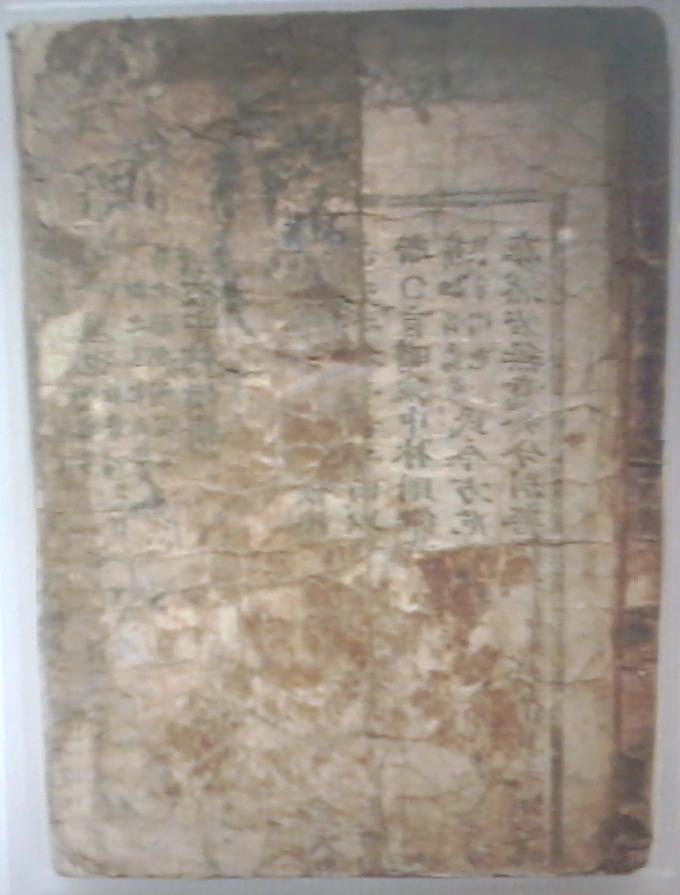
Nanseolheon jip
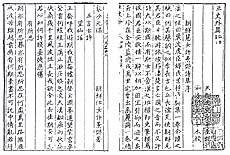
Il suo libro di poesie Chwesawonchang (1612)
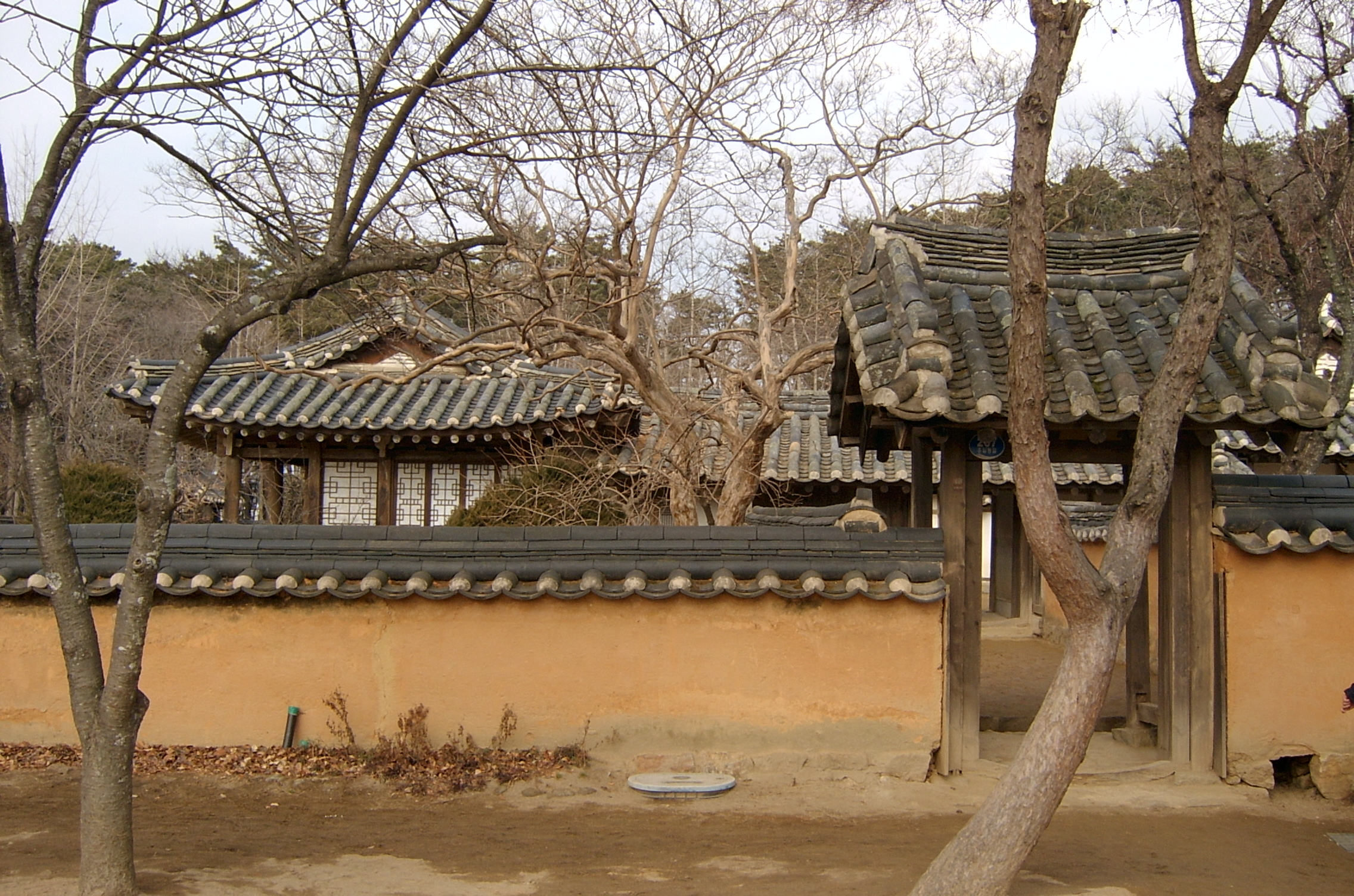
La sua casa natale